# Бугылы I
Бугылы I — поселение эпохи бронзы, на правом берегу реки Шопа (приток Шерубайнуры), и 35 км к северу от села Аксу-Аюлы Шетского района Карагандинской области Казахстана. Открыто в 1955 году Центрально-Казахстанской археологической экспедицией (рук. А.Маргулан). Комплексное обследование проведено в 1998 году Сарыаркинской археологической экспедицией (рук. А.Бейсенов, Н. Г. Логман). Одно из крупнейших поселений Центрального Казахстана конца бронзового века. Занимает площадь около 7 га. Сохранились остатки приблизительно 100 строений, из них больше половины жилых. Все жилища построены строго и прямоугольном плане. Поселение делится на две части: южную, более древнюю, и северную, возникшую позднее. Между ними расположен небольшой могильник, по характеру сооружений относящийся к южной группе. Южная часть жилищ Бугылы I отличается от северной планировкой — в виде почти правильного круга с открытой внутренней площадкой. Все жилища 15 этой части поселения однокамерные, в плане округлые или прямоугольные с закругленными углами. Площадь землянок от 120 до 300 м². Северная часть отличается наличием многокамерных помещений. Обнаружены наконечники стрел, копья и др. кремнёвые орудия, обломки керамики, бронз, изделия и др.